# Le Noyer (Sabaudia)
Noyer – miejscowość i gmina we Francji, w regionie Owernia-Rodan-Alpy, w departamencie Sabaudia.
Według danych na rok 1990 gminę zamieszkiwały 102 osoby, a gęstość zaludnienia wynosiła 8 osób/km² (wśród 2880 gmin regionu Rodan-Alpy Noyer plasuje się na 1519. miejscu pod względem liczby ludności, natomiast pod względem powierzchni na miejscu 922.).